# Marc Savoy

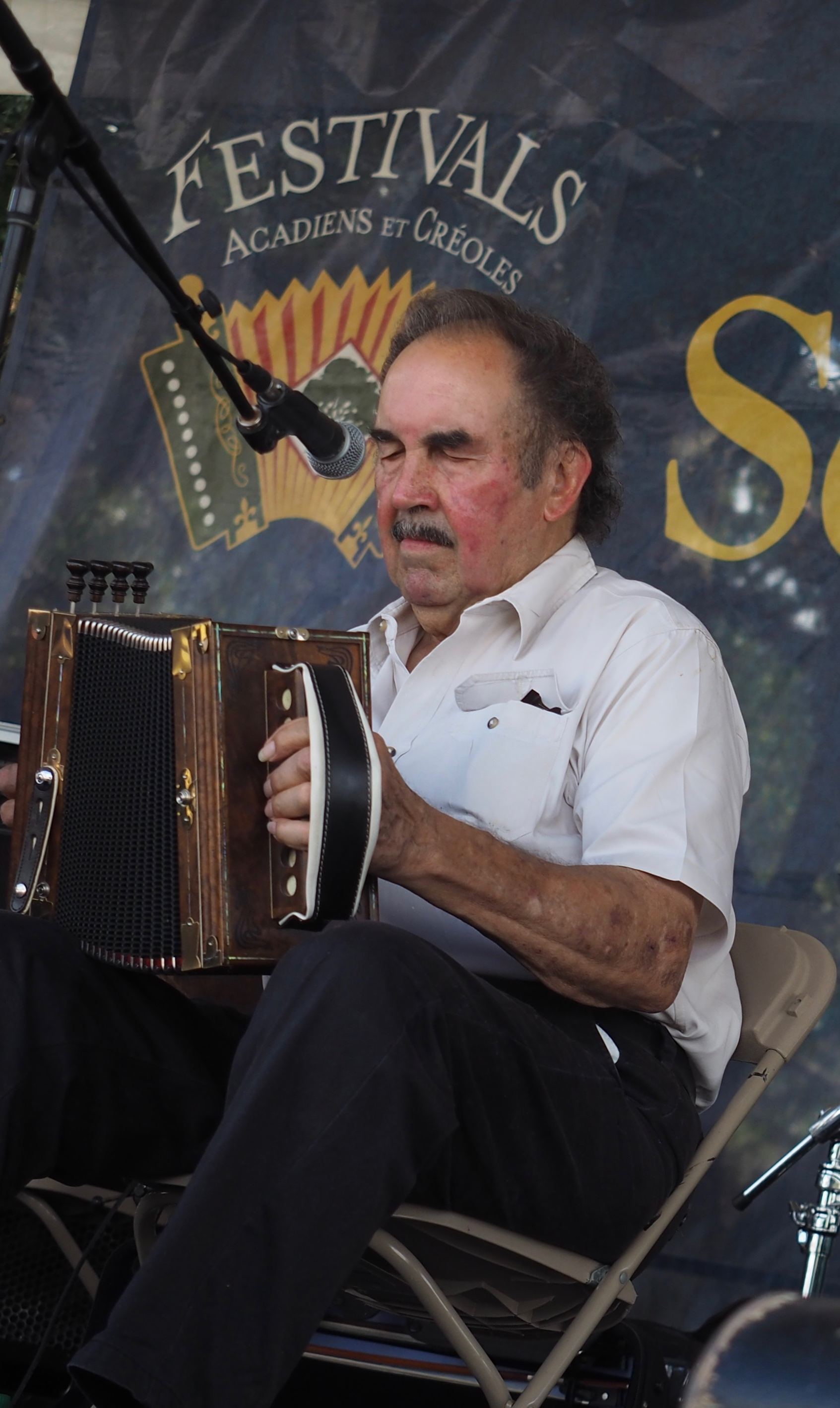
Marc Savoy (2018)

Marc Savoy (* 1. Oktober 1940 in Eunice/Louisiana) ist ein US-amerikanischer Cajun-Akkordeonbauer und -musiker.
Savoy wurde als Kind von seinem Großvater mit der Cajun-Musik vertraut gemacht. Großen Eindruck machte auf ihn auch der Auftritt von Cyprien und Alton Landreneau bei einer privaten Feier. Anfang der 1960er Jahre wurde er Akkordeonist bei den Balfa Brothers, zur gleichen Zeit begann er auch, in der Wohnung seiner Eltern Cajun-Akkordeons zu reparieren und zu bauen. 1966 eröffnete er schließlich das Savoy Music Center, wo er im Lauf der Zeit um die 1000 Akkordeons baute, Konzerte und kleine Festivals veranstaltete.
1977 heiratete Savoy die aus Virginia stammende Gitarristin und Sängerin Ann Allen. Mit ihr setzte er sich für den Erhalt und die Pflege der Cajun-Musik und -kultur ein und gründete 1978 mit dem Fiddlespieler Michael Doucet die Savoy-Doucet Cajun Band, die mehrere Alben veröffentlichte. Unter eigenem Namen, aber auch mit Dewey Balfa und D. L. Menard spielte er mehrere Alben ein, vor allem für Arhoolie Records. Daneben tritt er mit seinen Söhnen Joel und Wilson als Savoy Famely Cajun Band auf und nahm auch mit der Blue Flame Stringband auf. 1992 wurde er als National Heritage Fellow des National Endowment for the Arts geehrt.